# Nimrod (computador)
O Nimrod, construído no Reino Unido pela Ferranti para o Festival da Grã-Bretanha de 1951, era um computador que simulava um jogo de Nim. 
O computador media doze metros de largura, nove de profundidade e cinco de altura. Desenhado por John Makepeace Bennett e construído pelo engenheiro Raymond Stuart-Williams, simulava um jogo de Nim e permitia que os participantes o jogassem contra uma inteligência artificial: o jogador pressionava botões em um painel levantado correspondente com luzes na máquina para selecionar seus movimentos, e o Nimrod movia depois, com seus cálculos representados por mais luzes. A velocidade dos cálculos do Nimrod era lenta para permitir que o demostrador demonstrasse exatamente o que o computador estava fazendo, com mais luzes mostrando o estado dos cálculos. O Nimrod foi destinado para demonstrar os computadores da Ferranti e suas habilidades de programação, em vez de entreter, embora os participantes do Festival estivessem mais interessados em jogar o jogo do que a lógica por trás dele. Após sua exposição inicial em maio, o Nimrod foi mostrado por três semanas em outubro de 1951 no show industrial em Berlim antes de ser desmontado.
O Nimrod, que simulava um jogo de Nim, é um dos candidatos à colocação dos primeiros jogos eletrônicos, pois apareceu somente quatro anos após a invenção do dispositivo de diversões do tubo do cátodo raio, um dos primeiros jogos elétricos interativos, e um ano após Bertie the Brain, um computador similar ao Nimrod que simulava um jogo de jogo da velha, que ficou exposto na exposição nacional canadense de 1951. O uso de ampolas no Nimrod é um pouco do que uma tela com gráficos visuais em tempo real fazia, entretanto, com muito menos gráficos se movendo, não se encontra com algumas definições de um jogo eletrônico.

## Desenvolvimento
No verão de 1951, o Reino Unido realizou o Festival da Grã-Bretanha, uma exposição nacional realizada em todo o Reino Unido para promover a contribuição britânica para a ciência, tecnologia, design industrial, arquitetura e as artes e para comemorar o centenário da grande exposição de 1851. A empresa britânica de engenharia e desenvolvedora de computadores, Ferranti, prometeu desenvolver uma exposição para o Festival. No final de 1950, John Makepeace Bennett, um funcionário australiano da empresa e recente graduado pela Universidade de Cambridge, propôs que a empresa criasse um computador que poderia simular um jogo de Nim. Em Nim, os jogadores revezam-se removendo pelo menos um objeto de um conjunto de objetos, com o objetivo de ser o jogador que remove o último objeto; as opções de jogabilidade podem ser modeladas matematicamente. A sugestão de Bennett foi supostamente inspirada por uma máquina de jogar Nim, chamada de "Nimatron", que havia sido exibida em 1940 na Feira Mundial de Nova Iorque. A máquina Nimatron havia sido projetada por Edward Condon e construída pela Westinghouse Electric a partir de relés eletromecânicos, e pesava mais de uma tonelada. Embora a sugestão de Bennett fosse de um jogo, seu objetivo era mostrar a capacidade do computador para fazer cálculos matemáticos, como Nim é baseado em princípios matemáticos, e, assim, mostrar o design de computador da Ferranti e suas habilidades de programação, em vez de entreter.

Pode parecer que, ao tentar fazer com que as máquinas simulem um jogo, estamos a perder o nosso tempo. Isso não é verdade. Uma máquina que pode simular um jogo complexo também pode ser programada para realizar problemas muito complexos.

Os funcionários da Ferranti começaram a trabalhar na construção do computador em 1 de dezembro de 1950, com o engenheiro Raymond Stuart-Williams adaptando o design feito por Bennett em uma máquina de trabalho. O desenvolvimento foi concluído em 12 de abril de 1951, resultando em um dispositivo de doze metros de largura, nove metros de profundidade, e cinco metros de altura. A maioria do volume foi tomada pelas válvulas termiônicas e pelas ampolas que indicavam o estado do jogo, o próprio computador não tomava mais de dois por cento do volume total da máquina. O Nimrod tinha a forma de uma grande caixa com painéis de luzes, com um carrinho levantado na frente dele e com teclas correspondentes com as luzes, que representava por sua vez os objetos que o jogador poderia remover.
O jogador se sentaria em um stand e pressionaria os botões para fazer seus movimentos, enquanto um painel de luzes mostrava o estado do jogo, e outro mostraria os cálculos do computador durante o seu movimento. O computador poderia ser configurado para fazer seus cálculos em várias velocidades, abrandando-se para que o demonstrador pudesse descrever exatamente o que o computador estava fazendo em tempo real. Um guia visual anexado ao Nimrod explicava o que o computador estava fazendo durante sua vez, bem como mostrando possíveis estados de jogo e como eles seriam representados pelas luzes.

## Apresentação

Diagrama da máquina.

Em 5 de maio de 1951, o computador Nimrod foi apresentado no Festival da Grã-Bretanha, anunciado como "mais rápido do que o pensamento" e um "cérebro eletrônico". Ele simulava exclusivamente o jogo de Nim; os movimentos eram feitos por jogadores sentados em um stand erguido, com o demonstrador sentado do outro lado entre o stand e o computador. Nimrod poderia jogar tanto o modo tradicional como o "Reverso". Um pequeno guia foi vendido aos visitantes que explicava como os computadores funcionavam, como o Nimrod trabalhava, e anunciando outros desenvolvimentos da Ferranti. Ele explicava que o uso de um jogo para demonstrar o poder da máquina não significa que ela foi feita para o entretenimento e comparou os fundamentos matemáticos de Nim com a modelagem da economia dos países. Os jogadores do Nimrod durante o Festival incluíram o pioneiro da ciência da computação Alan Turing.
Embora tenha sido concebido como uma demonstração tecnológica, a maioria dos jogadores no Festival estavam mais interessados em jogar o jogo do que na lógica de programação e engenharia por trás dele. Bennett alegou que "a maioria do público ficaram muito felizes e ficaram impressionados". O jornalista de rádio da BBC, Paul Jennings, alegou que todos os participantes do Festival "chegaram a um impasse" ao atingir o "assustador" e "tremendo computador cinza".
Após o Festival, o Nimrod foi mostrado por três semanas em outubro do mesmo ano no show industrial de Berlim, onde também atraiu multidões, incluindo o Ministro da economia da Alemanha Ocidental Ludwig Erhard. Após, no entanto, como já havia servido ao seu propósito, o Nimrod foi desmontado. Como o Nimrod não era um produto de entretenimento, não houve continuações, e a Ferranti continuou o seu trabalho em projetar computadores para finalidades gerais.
O Nimrod foi criado somente quatro anos após o dispositivo de entretenimento com tubo de raios catódicos, um dos primeiros jogos elétricos interativos, e um ano após a similar máquina que simulava um jogo da velha, Bertie the Brain. O Nimrod é considerado por alguns um dos primeiros jogos eletrônicos, sendo possivelmente o segundo. Embora as definições variam, o dispositivo de entretenimento com tubo de raios catódicos foi um jogo elétrico puramente analógico, e Nimrod e Bertie não apresentavam uma tela eletrônica. O software OXO, que simulava um jogo de velha, e um programa de rascunhos de Christopher Strachey foram programados um ano depois e foram os primeiros jogos de computador a exibir imagens em uma tela eletrônica ao invés de lâmpadas.